# Bulun
Bulun (en russe : Булун), est une localité rurale de Russie en République de Sakha, dans le nord-est de la Sibérie située à 90 km du centre administratif de Ytyk-Kyuyol.